# DeQuincy
DeQuincy – miasto w Stanach Zjednoczonych, w stanie Luizjana, w parafii Calcasieu.